# Universidad del Estado de Río de Janeiro
La Universidade do Estado do Rio de Janeiro (UERJ) es una institución brasileña de enseñanza superior, cuya matriz se ubica en la ciudad del Río de Janeiro. Es una de las instituciones de enseñanza superior más prestigiosas de Brasil.
En el estado de Río de Janeiro hay más de 137 colegios y universidades.

## Historia

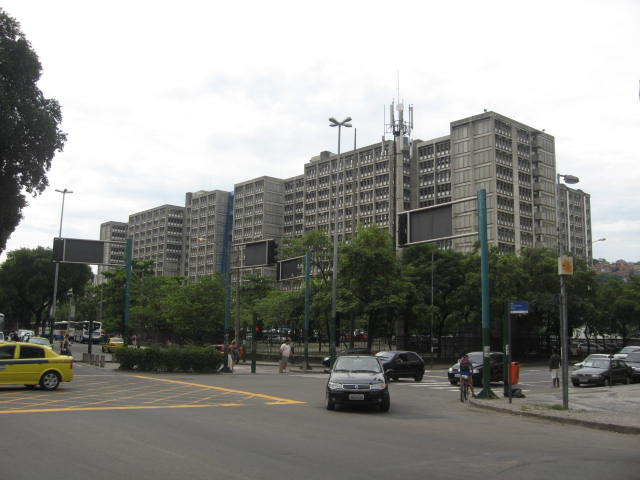
Vista general de la UERJ - Universidade do Estado do Rio de Janeiro.

Fue fundada como Universidade do Distrito Federal en 1952 cuando se fusionaron diversas facultades públicas ubicadas en la entonces capital del país. Después del cambio de capital, su nombre pasó a Universidade do Estado da Guanabara (UEG). En 1975, con la fusión de los estados de Guanabara y Río de Janeiro, pasó a ser llamada Universidade do Estado do Rio de Janeiro (UERJ).
El principal campus de UERJ se ubica en barrio carioca de Maracaná. La universidad posee varios campus en Duque de Caxias, Ilha Grande, Nova Friburgo, Resende y São Gonçalo.
La universidad alberga el mejor curso de Diseño de la América Latina (ESDI) y también uno de los más reconocidos cursos de Derecho del país. En Río de Janeiro la universidad alterna con la UFRJ (pública), la Universidade Federal Fluminense (también pública) y la PUC-RIO (particular) el título de institución más prestigiosa de enseñanza superior del estado.

## Cursos ofrecidos
- Campus UERJ - Río de Janeiro
  - Artes
  - Historia del arte
  - Derecho
  - Comunicación social
    - Relaciones Públicas
    - Periodismo

  - Pedagogía
  - Educación física
  - Letras
    - Inglés
    - Latín
    - Alemán
    - Castellano
    - Francés
    - Griego
    - Hebreo
    - Italiano
    - Literatura
    - Japonés

  - Psicología
  - Ingeniería
    - Mecánica
    - Industrial
    - Civil
    - Eléctrica
    - de Computación
    - Cartografía
    - Química

  - Diseño
  - Física
  - Geografía
  - Oceanografía
  - Geología
  - Estadística
  - Informática
  - Matemáticas
  - Química
  - Ciencias Biológicas
  - Enfermería
  - Medicina
  - Nutrición
  - Odontología
  - Administración
  - Contabilidad
  - Ciencias Sociales
  - Ciencias Económicas
  - Ciencia Actuarial
  - Trabajo Social
  - Filosofía
  - Historia

- Campus Baixada Fluminense
  - Pedagogía
  - Matemáticas
  - Geografía

- Campus Nova Friburgo
  - Ingeniería Mecánica
  - Ingeniería de Software

- Campus Resende
  - Ingeniería industrial

- Campus São Gonçalo
  - Biología
  - Geografía
  - Historia
  - Filología Inglesa
  - Literatura
  - Matemáticas
  - Pedagogía